# (2696) Magion
(2696) Magion est un astéroïde de la ceinture principale.

## Description
(2696) Magion est un astéroïde de la ceinture principale. Il fut découvert le 16 avril 1980 à l'observatoire Kleť par Ladislav Brožek. Il présente une orbite caractérisée par un demi-grand axe de 2,45 UA, une excentricité de 0,11 et une inclinaison de 25,3° par rapport à l'écliptique.

## Compléments